# Patrick Williams

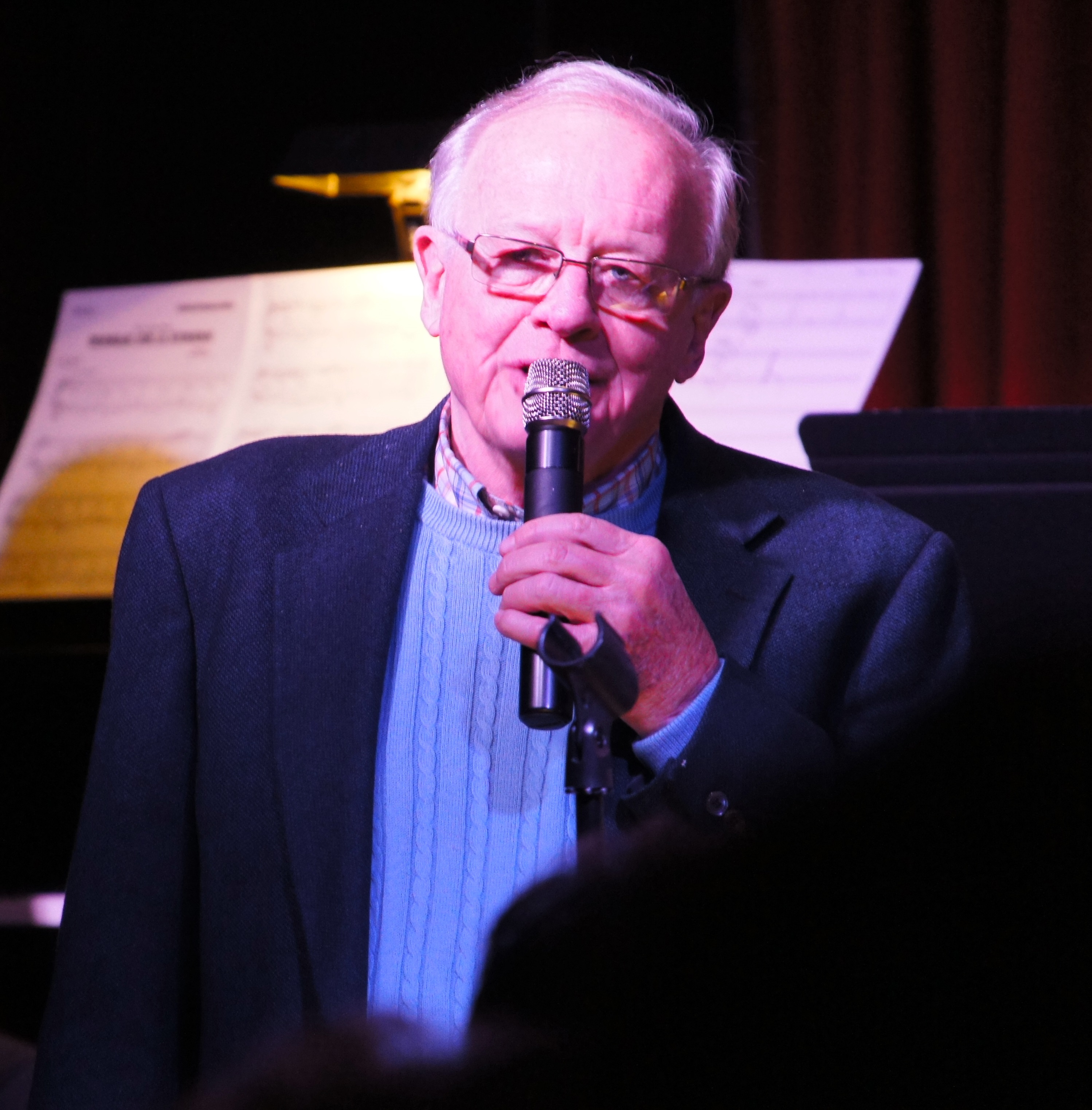
Patrick Williams, 2014

Patrick Moody Williams (* 23. April 1939 in Bonne Terre, Missouri; † 25. Juli 2018 in Santa Monica, Kalifornien) war ein US-amerikanischer Komponist, der unter anderem als Filmkomponist tätig war.

## Leben
Patrick „Pat“ Williams wuchs in Connecticut auf und hatte zwei Geschwister. Bereits während seines Geschichtsstudiums an der Duke University führte er von 1959 bis 1961 die studentische Jazzband Duke Ambassadors an. Anschließend studierte er Komposition und Dirigieren an der Columbia University. Bevor er 1968 nach Los Angeles zog, um seine Karriere im Film zu forcieren, war er bereits ein viel beschäftigter Komponist, der mehrere Jazz-Alben schrieb und arrangierte. Als Komponist war er an mehr als 200 Film- und Fernsehproduktionen beteiligt, darunter an Serien wie Mary Tyler Moore, The Bob Newhart Show und Die Straßen von San Francisco.
Für Frank Sinatra führte und arrangierte er dessen Alben Duets I und II. Für den Klarinettisten Eddie Daniels schrieb Williams A Concerto in Swing und für den Saxophonisten Tom Scott schrieb er Romances for the Jazz Soloist and Orchestra. Sein Stück Theme For Earth Day wurde von John Williams und den Boston Pops Orchestra aufgenommen.
Williams betätigte sich ebenfalls als Musiklehrer und leitete beispielsweise über fünf Jahre das Henry Mancini Institute und war an der University of Colorado Boulder und der University of Utah jeweils Gastprofessor. Außerdem erhielt er sowohl von der Colorado als auch von der Duke jeweils die Ehrendoktorwürde.
Williams war verheiratet und Vater dreier Kinder.

## Filmografie (Auswahl)

### Filme
- 1968: How Sweet It Is!
- 1971: Evel Knievel
- 1971: Panik in den Wolken (Terror in the Sky)
- 1973: Sssnake Kobra (SSSSSSS)
- 1974: Abenteuer im Weltraum (Stowaway to the Moon)
- 1978: Der Schmalspurschnüffler (Cheap Detective)
- 1978: Der Mann, der Berge versetzt (The Man with the Power)
- 1979: Butch & Sundance – Die frühen Jahre (Butch and Sundance: The Early Days)
- 1979: Explosion in Cuba (Cuba)
- 1979: Vier irre Typen – Wir schaffen alle, uns schafft keiner (Breaking Away)
- 1980: Oh, Moses! (Wholly Moses!)
- 1981: Charlie Chan und der Fluch der Drachenkönigin (Charlie Chan and the Curse of the Dragon Queen)
- 1981: The Princess and the Cabbie
- 1982: Das schönste Freudenhaus in Texas (The Best Little Whorehouse in Texas)
- 1982: Der Spielgefährte (The Toy)
- 1983: Zwei vom gleichen Schlag (Two of a Kind)
- 1984: Angriff ist die beste Verteidigung (Best Defense)
- 1984: Biete Mutter – suche Vater (The Buddy System)
- 1984: Solo für 2 (All of Me)
- 1984: Swing Shift – Liebe auf Zeit (Swing Shift)
- 1990: Cry-Baby
- 1991: Der goldene Käfig (Daughters of Privilege)
- 1991: Ein schreckliches Geheimnis (Keeping Secrets)
- 1991: Jenny – Ich kämpfe um meine Tochter (The Whereabouts of Jenny)
- 1991: Tag der Angst (In Broad Daylight)
- 1992: Die phantastische Geisternacht (Grave Secrets: The Legacy of Hilltop Drive)
- 1992: Familienstreß (Big Girls Don’t Cry… They Get Even)
- 1992: Im Netz der Lügen (Legacy of Lies)
- 1992: Jewels
- 1992: Liebe und Eis (The Cutting Edge)
- 1992: Zurück auf die Straßen von San Francisco (Back to the Streets of San Francisco)
- 1993: Die Blutrache des Geronimo (Geronimo)
- 1993: Mörderische Hitze (Taking the Heat)
- 1993: SOS über dem Pazifik (Mercy Mission: The Rescue of Flight 771)
- 1994: Allein gegen die Unterwelt (Getting Gotti, Fernsehfilm)
- 1994: … und Hoffnung auf Liebe (The Gift of Love)
- 1994: Blut auf schwarzer Seide (French Silk)
- 1994: Ich kämpfe um mein Kind (Because Mommy Works)
- 1994: Schrecken aus dem Jenseits (Twilight Zone: Rod Serling’s Lost Classics)
- 1994: Töchter der Rache (Accidental Meeting)
- 1994: Tödliche Recherche (The Corpse Had a Familiar Face)
- 1995: Countdown des Schreckens (OP Center)
- 1995: Das tödliche Dreieck (Deadline for Murder: From the Files of Edna Buchanan)
- 1995: Deine Tochter und mein Mann (Betrayed: A Story of Three Women)
- 1995: Die Grasharfe (The Grass Harp)
- 1995: Flammen des Todes (Her Hidden Truth)
- 1995: Kingfish (Kingfish: A Story of Huey P. Long)
- 1995: Stormchasers – Im Auge des Sturms (Stormchasers)
- 1996: Dan und Jane: Unser Traum besiegt die Angst (A Brother’s Promise: The Dan Jansen Story)
- 1996: Die Belagerung von Ruby Ridge (The Siege at Ruby Ridge)
- 1996: Jimmys Tod – Und was kam danach? (After Jimmy)
- 1996: Killing Friends – Zerstörerische Freundschaft (My Very Best Friend)
- 1996: Nur die Hoffnung zählt (Never Give Up: The Jimmy V Story)
- 1996: Schönes Wochenende (A Weekend in the Country)
- 1997: Blutiges Vermächtnis (Sisters and Other Strangers)
- 1997: Die Bibel – Salomon (Salomon)
- 1997: Ed McBain – Der Lockvogel (Ed McBain’s 87th Precinct: Heatwave)
- 1997: Herz voller Tränen (Heart Full of Rain)
- 1997: In letzter Konsequenz (Julian Po)
- 1997: Mordmotiv: Mutterliebe (Mother Knows Best)
- 1997: Noch einmal mit Gefühl (That Old Feeling)
- 1997: Rückkehr aus dem Nichts – Tochter was hast du getan? (Childhood Sweetheart?)
- 1998: Ein Ritter in Camelot (A Knight in Camelot)
- 1998: Verborgene Gefühle (A Change of Heart)
- 1999: Die Bibel – Jesus (Jesus)
- 1999: Ein unschlagbares Doppel (Switching Goals)
- 1999: Eiszeit – ein Ehekrieg mit Folgen (A Cooler Climate)
- 1999: Klatsch mit Herz (Take My Advice: The Ann and Abby Story)
- 1999: Verhängnisvolle Vergangenheit (A Murder on Shadow Mountain)
- 1999: Flieg ins Licht, Maryann (A Song from the Heart)
- 2000: Die 3 Stooges (The Three Stooges)
- 2000: Tränen der Erinnerung (Yesterday’s Children)
- 2001: Geraubte Kindheit (Just Ask My Children)
- 2002: Just a Walk in the Park
- 2003: Findet John Christmas (Finding John Christmas)
- 2004: Ein Engel in der Stadt (When Angels Come to Town)
- 2004: (K)Ein fast perfekter Mord (The Perfect Husband: The Laci Peterson Story)

### Fernsehserien
- 1970–1977: Mary Tyler Moore (The Mary Tyler Moore Show) (168 Episoden)
- 1972–1977: Die Straßen von San Francisco (The Streets of San Francisco)
- 1972–1977: The Bob Newhart Show (70 Episoden)
- 1973–1974: Der Magier (The Magician, 22 Episoden)
- 1977–1980: Lou Grant
- 1977–1992: Columbo (9 Episoden)
- 1983–1985: After MASH
- 1987–1991: The Days and Nights of Molly Dodd (54 Episoden)
- 1995: Extreme – Das Leben am Abgrund (Extreme)
- 2003: Monk (2 Episoden)
- 2005: Herkules (Hercules)

## Auszeichnungen
Oscar
- 1980: Nominiert für die Beste Filmmusik für Vier irre Typen

Emmy
- 1980: Outstanding Music Composition for a Series (Dramatic Underscore) für Lou Grant
- 1982: Outstanding Achievement in Music Composition for a Limited Series or a Special (Dramatic Underscore) für The Princess and the Cabbie
- 1993: Outstanding Individual Achievement in Music Composition for a Miniseries or a Special (Dramatic Underscore) Jewels
- 2001: Outstanding Music and Lyrics für Tränen der Erinnerung

sowie 17 weitere Emmy-Nominierungen
Grammy Award
- 1974: Best Instrumental Arrangement für Threshold
- 1986: Best Instrumental Arrangement für Suite Memories

sowie 15 weitere Grammy-Nominierungen